# Michel (ur. 1981)
Michel, właśc. Michel Garbini Pereira (ur. 9 czerwca 1981) – brazylijski piłkarz występujący na pozycji lewego obrońcy w klubie Rayo OKC.